# Igor Fjodorowitsch Jemtschuk
Igor Fjodorowitsch Jemtschuk (russisch Игорь Фёдорович Емчук, ukrainisch Ігор Федорович Ємчук, Ihor Fedorowytsch Jemtschuk; * 20. August 1930 in Kiew; † 5. März 2008 ebenda) war ein sowjetischer Ruderer, der zwei olympische Medaillen gewann.

## Leben
Jemtschuk ruderte während seiner gesamten internationalen Karriere gemeinsam mit dem rund 5 Jahre älteren Georgi Schilin, der ebenfalls aus Kiew stammte. Zunächst starteten sie regelmäßig im Doppelzweier und gewannen bei den Olympischen Sommerspielen 1952 in Helsinki die Silbermedaille in dieser Bootsklasse hinter der siegreichen Paarung mit Tranquilo Cappozzo und Eduardo Guerrero aus Argentinien. Bei den Ruder-Europameisterschaften zwei Jahre später in Amsterdam erruderten Jemtschuk und Schilin die Bronzemedaille. Im Jahr 1955 gewannen sie im belgischen Gent den EM-Titel im Doppelzweier.
Im olympischen Jahr 1956 wurden Jemtschuk und Schilin zwar erneut sowjetischer Meister im Doppelzweier, wurden aber nicht in dieser Bootsklasse zu den Spielen entsandt. Stattdessen ruderten Juri Tjukalow und Alexander Berkutow im geskullten Zweier und gewannen überlegen die olympische Goldmedaille. Jemtschuk und Schilin stiegen in den Riemenbereich um und konnten im Zweier mit Steuermann an den Olympischen Sommerspielen in Melbourne teilnehmen. Das Boot wurde von Steuermann Wladimir Petrow gelenkt und gewann die olympische Bronzemedaille hinter den Mannschaften der USA und Deutschland. Im nacholympischen Jahr gewann das Trio die Silbermedaille in derselben Bootsklasse bei den Ruder-Europameisterschaften 1957 in Duisburg. Jemtschuk und Schilin traten danach nicht mehr international als Ruderer in Erscheinung.
Bei den Sowjetischen Rudermeisterschaften gewannen Jemtschuk und Schilin in den Jahren 1952 bis 1956 Titel im Doppelzweier, und von 1957 bis 1959 im Zweier mit Steuermann. Im Jahr 1952 wurden beide mit der Auszeichnung Verdienter Meister des Sports der UdSSR ausgezeichnet. Jemtschuk blieb nach seiner aktiven Karriere dem Rudersport treu und fungierte als Trainer der sowjetischen Mannschaft für die Olympischen Sommerspiele 1980 in Moskau. Er veröffentlichte außerdem Fachpublikationen im Gebiet der Sportwissenschaften.